# Vondur
Vondur war eine Black-Metal-Band bestehend aus Tony Särkkä („It“) und Jim Berger („All“). Es handelte sich damit um ein Sideproject von Abruptum und Ophthalamia, die in dieser Zeit aus den beiden Personen bestanden. Während diese beiden Bands eher ernste und düstere Musik machten, wählten die beiden Musiker für Vondur eher einen satirischen, parodiehaften Ansatz.

## Bandgeschichte
Tony Särkkä befand sich Anfang 1993 am Scheideweg. Nach seiner eigenen Aussage belastete ihn die düstere, satanische Musik von Abruptum sowohl physisch als auch psychisch, während er als Ausgleich zwar die Band Ophthalamia hatte, er aber nach einer Verbindung zwischen dem rohen Sound von Abruptum, der vor allem aus Klanggebilden bestand, und dem melodischen Black Metal seiner anderen Band. Er erinnerte sich an Moloch beziehungsweise Abhar, eine Band, die er früher zusammen mit All hatte und veröffentlichte ein 3-Track-Demo, mit dem er einen Vertrag bei Necropolis Records abschließen konnte. Diesen konnte er für seine Idee gewinnen. Zu jener Zeit, als gerade die komplette Szene um Varg Vikernes und Euronymous in Norwegen bekannt wurde, waren viele Gerüchte über Särkkä im Umlauf, unter anderem, dass es sich bei ihm um einen „Zwerg“ handeln würde. Zudem wurde Black Metal zu jener Zeit kommerziell erfolgreich und viele Epigonen und Nachahmer traten aus der Sicht der Szene auf den Plan, die von der nordischen Mythologie sangen, ohne Ahnung davon zu haben. Särkkä beschloss dies auf die Spitze zu treiben. Er wählte als Vorbild für sein Image sowie das in der Szene beliebte Warpaint die Figur des Mestigoit aus dem Film Black Robe – Am Fluß der Irokesen aus, ein mystischer Zwerg, gespielt von Yvan Labelle. Die Kleider wurden mit allerlei Nieten, Patronengurten und Waffen ausstaffiert. Jim Berger trat in langer Robe auf.  Auf dem ersten und einzigen Album Striðsyfirlýsing verwendete die Band isländische Texte, um sich von der Verwendung des Skandinavischen anderer Bands abzuheben. Der Albumtitel bedeutet „Kriegserklärung“. Das Album zeigte Darth Vader und war aus einem Filmplakat zu Das Imperium schlägt zurück erstellt worden. Das Album wurde von Michael Bohlin (Helvete Studios) produziert. Sämtliche Instrumente wurden von Särkkä eingespielt, während Berger den Gesang übernahm. Das Schlagzeug war ein Drumcomputer und wurde in den Credits mit „Irata“ angegeben (rückwärts für „Atari“). Eine auf 666 Exemplare limitierte Version erschien mit Rasierklinge und der Aufforderung „Kill Yourself“. Auf dem Album ist außerdem ein Loop einer Aufnahme zu hören, der von einer der damals häufigen Kirchenbrandstiftungen in Norwegen und Schweden stammte. Das Album erschien am 24. Juni 1996.
1998 wurde das Projekt mit dem Minialbum The Galactic Rock’n’Roll Empire fortgesetzt. Dieses enthielt mit You Don't Move Me (I Don't Give a Fuck) (Bathory), Rocka Rolla (Judas Priest), Red Hot (Mötley Crüe) und Love Me Tender (Elvis Presley), vier Coverversionen sowie drei eigene Songs. Das Album wurde von Peter Tägtgren in den Abyss-Studios produziert. Es sollte sich um die letzte offizielle Veröffentlichung von Vondur handeln. Kurz darauf verließ Tony Särkkä die Black-Metal-Szene.
2011 setzte er sich mit Bohlin und Berger zusammen, um die Diskografie von Vondur neu aufzulegen. Über Osmose Productions wurde die 2CD-Kompilation No Compromise veröffentlicht, die sämtliches Material in remasterter Version enthielt.

## Diskografie
- 1994: Uppruni vonsku (Demo)
- 1995: Striðsyfirlýsing (Album, Necropolis Records)
- 1998: The Galactic Rock’n’Roll Empire (EP, Necropolis Records)
- 2011: No Compromise! (2CD-Kompilation, Osmose Productions)